# 25e régiment de cavalerie
Pour les articles homonymes, voir 25e régiment.
Le 25e régiment de cavalerie est une unité montée de l'Armée révolutionnaire française, créée en 1793 et dissoute en 1801.

## Historique
Le 25e régiment de cavalerie est formé en juin 1793 à l'École Militaire, à partir des volontaires nationaux à cheval qui s'y étaient rassemblés en 1792. Il devient rapidement 25e régiment de cavalerie à la suite de la disparition du 15e régiment de cavalerie ci-devant Royal-Allemand.
Les escadrons du 25e régiment de cavalerie sont rapidement dispersés. Il combat à l'armée du Nord.
Le 25e régiment de cavalerie garde son nom et son rang lors de la réorganisation de 1796. Il fait la campagne de l'an IV à l'armée du Nord, celle de l'an V aux armées du Nord et de Sambre-et-Meuse, celle de l'an VI aux armées d'Allemagne et de Mayence, celle de l'an VII aux armées de Mayence, du Danube et du Rhin, celle de l'an VIII à l'armée du Rhin et celle de l'an IX à l'armée d'Italie.
Le 25e régiment de cavalerie est incorporé en l'an X dans les 2e, 3e et 4e régiments de cavalerie de bataille.